# موتور عبدالسلام توتازهی
موتور عبدالسلام توتازهی یا موتور عبدالسلام روستایی در دهستان کورین بخش کورین شهرستان زاهدان استان سیستان و بلوچستان ایران است.

## جمعیت
بر پایه سرشماری عمومی نفوس و مسکن در سال ۱۳۹۵ جمعیت این روستا ۱۲۹ نفر (۳۴خانوار) بوده‌است.